# 懶於歸納
懶於歸納（slothful induction）是一種非形式謬誤，主張一切統計性、歸納性的結論都不可取，即使背後有強而有力的證據支持亦然，一些人可能會以「訴諸巧合」（appeal to coincidence）來稱呼這種謬誤。輕率概化是與這種謬誤相反的謬誤。
一個懶於歸納的例子是在新聞播出有殺人犯說殺一兩人不會判死刑，自己是為了吃一輩子的牢飯而隨機殺人後，依舊堅稱這殺人犯有其他的動機，因此沒有死刑不會增加凶殺案；另一個例子是當大家都說父母的教養如何影響自己，因此有強烈的跡象顯示父母教養可能確實可以深刻影響子女的成就時，依舊堅稱說父母教養對子女的未來一定沒有影響，而那些認為教養有用的人都是因為順著社會的習慣講話或剛巧長成父母想要的樣子，所以教養才看起來有用的。

## 邏輯形式
這種謬誤的邏輯形式如下：
證據顯示甲導致乙，但論者依舊主張乙是因為其他事情導致的。

## 示例
- 甲：你們拉麵店的服務生千瀨在第一個月就打破了五十個盤子，而有強烈的證據顯示這是因為她動作笨拙所致，為了整個店的業績著想，應該對她加強訓練。
- 乙：千瀨很可愛，大家都喜歡她！這一切都只是巧合罷了！

在有跡象顯示某兩種行為之間有關連時，比較正確的態度是改變自己的看法、接受改善的建議，而不是聲稱一切都是巧合。

## 相關概念
- 輕率概化：缺乏充分證據就接受歸納性的結論。與懶於歸納相反。
- 逆火效應：看到和自己信念相衝突的證據時反而更加支持自己信念的認知偏誤。
- 否認主義：無視一切證據甚至反過來否認學界共識或事實的一種心態。

## 外部連結
- （英文）Slothful Induction and Ad Hoc Escapism（页面存档备份，存于）

1. ↑  Barker, Stephen F.  6th. McGraw-Hill. 24 July 2002. ISBN 0-07-283235-5.
2. ↑  Bennett, Bo. Logically Fallacious: The Ultimate Collection of Over 300 Logical Fallacies ...